# どうだい
『どうだい』は、MULTI MAXの楽曲。7枚目のシングルとして、1996年11月7日に発売された。発売元は東芝EMI / EASTWORLD。

## 解説
シングルとしては「愛の空で」からおよそ2年1か月ぶりとなる作品。
本作は2曲ともアナログ・レコーディングで製作された。
MULTI MAX名義で発売されたシングルは本作が最後となった。

## 収録曲
| 全作詞: CHAGE、全編曲: 村上啓介。 |                                        |           |          |      |
| #                                 | タイトル                               | 作詞      | 作曲     | 時間 |
| 1.                                | 「どうだい」                           | CHAGE     | CHAGE    | 5:09 |
| 2.                                | 「Mr.Liverpool」                       | CHAGE     | 村上啓介 | 5:10 |
| 3.                                | 「どうだい」(オリジナル・カラオケ)     | CHAGE     | CHAGE    | 5:04 |
| 4.                                | 「Mr.Liverpool」(オリジナル・カラオケ) | CHAGE     | 村上啓介 | 5:10 |
| 合計時間:                         | 合計時間:                              | 合計時間: | 20:33    |      |

## 楽曲解説
1. どうだい
日本テレビ系『TVおじゃマンモス』エンディングテーマ、および、 ミニストップ CMソング。
2. Mr.Liverpool
歌詞はCHAGEとASKAでロンドンに滞在していた際、2日間休暇を取り、少数のスタッフとともにリバプールへの旅を行った時の体験が基となっている。
1998年6月10日に発売したCHAGEのベスト・アルバム『CHAGE BEST SONGS/PROLOGUE』にも収録され、10月21日に発売した1枚目のオリジナル・アルバム『2nd』にてセルフカバー。
3. どうだい (オリジナル・カラオケ)
4. Mr.Liverpool (オリジナル・カラオケ)

## 収録アルバム
- Oki doki! (#1, #2)
- 恰克 CHAGE精選集 (#2)
- CHAGE BEST SONGS/PROLOGUE (#2)
- 2nd (#2, セルフカバー)